# Exmes
Exmes là một xã trong tỉnh Orne, thuộc vùng hành chính Normandie của nước Pháp, có dân số là 350 người (thời điểm 1999).

## Nhân khẩu học
| 1962 | 1968 | 1975 | 1982 | 1990 | 1999 |
| ---- | ---- | ---- | ---- | ---- | ---- |
| 441  | 443  | 399  | 341  | 335  | 350  |